# Bispedømmet Lübeck
Bispedømmet Lübeck var et oprindeligt katolsk bispedømme i Vagrien (den tidligere slaviske del af Østholsten). Reformationen startede i 1530.

## Forhistorie
I 948 eller 968 blev Bispedømmet Oldenburg oprettet med bispesæde ved den gamle borg Oldenburg in Holstein. 
Der kom flere opstande, hvor kristendommen blev fejet væk. I denne hedenske periode opholdt biskoppen sin sjældent i Oldenburg in Holstein. I 999–1026 var biskop Ekkehard (eller Esico) sandsynligvis også biskop i Slesvig Stift. Biskop Reinbert var provst i Walbeck (Oebisfelde-Weferlingen) i den senere Landkreis Börde, og han residere i Mecklenburg som den første biskop af Schwerin. Biskop Vizelin residerede i Bosau i Østholsten.
I 1156 blev bispesædet i det næsten afkristnede område flyttet til Eutin. Allerede i 1163 fik hertug Henrik Løve af Sachsen flyttet bispesædet til Lübeck. 

## Hansestad og fyrstebispedømme
Byen Lübeck blev en Hansestad og senere også en Fri rigsstad. Der var modstand mod, at biskoppen skulle have verdslig magt i Lübeck og omegn. Dog valgte domkapitet en fyrstebiskop over Lübeck. 
I begyndelsen var det forskellige adelsmænd, der blev fyrstebiskopper. Fra 1586 var det altid prinser af Slesvig-Holsten-Gottorp, der fik titlen.
Den verdslige administration blev placeret i Eutin, der havde været bispesæde i 1156–1163. Fyrstebispedømmet bestod af nogle små områder omkring Eutin.

### Gottorpske fyrstebiskopper
- Johan Adolf af Slesvig-Holsten-Gottorp, hertug på Gottorp.

- Johan Frederik af Slesvig-Holsten-Gottorp, prins af Gottorp, ærkebiskop af Bremen, biskop af Verden.

- Johan af Slesvig-Holsten-Gottorp, kendt som Biskop Hans, prins af Gottorp, brorsøn af forgængeren som fyrstebiskop.

- Christian Albrecht af Slesvig-Holsten-Gottorp, hertug på Gottorp, grundlægger af Christian-Albrechts-Universität zu Kiel (Kiels universitet).

- August Frederik af Slesvig-Holsten-Gottorp, prins af Gottorp.

- August Frederik af Slesvig-Holsten-Gottorp, prins af Gottorp, prins af Eutin. I perioder var han indsat som medregent i de gottorpske dele af Slesvig og Holsten. Han var far til kong Adolf Frederik af Sverige–Finland og morfar til kejserinde Katarina den Store af Rusland.

## Reformationen
Reformationen startede i 1530, og den blev gennemført under biskop Eberhard von Holle i 1561–1586.